# Rise of the Robots
Rise of the Robots ist ein Computerspiel aus dem Jahr 1994, das von Mirage Software entwickelt, von Virgin Games, Time Warner Interactive, Core Design, Twilight vertrieben und für diverse Systeme umgesetzt wurde.
Trotz teils vernichtender Kritik der Fachzeitschriften verkaufte sich das Spiel relativ gut, was wohl auf gutes Marketing vor der Veröffentlichung zurückzuführen ist.
Das Spiel selbst ist ein einfaches Fighting Game, bei dem der Spieler in der Gestalt des Cyborgs ECO35-2 gegen fünf immer schwerer werdende Gegner kämpfen musste, um danach schließlich gegen den Endgegner anzutreten.
Im Zwei-Spieler-Modus musste ein Spieler immer die Kontrolle über ECO35-2 übernehmen, während sich der zweite Spieler einen von den fünf anderen Robotern auswählen konnte.

## Handlung
Im Jahr 2043 ist Electrocorp der größte Megakonzern, der führend in Sachen Technologie, wissenschaftlicher und medizinischer Forschung ist. Der Gesellschaft stehen fortschrittliche Roboter und viele verschiedene Automaten zur Verfügung, die ihnen das Leben erleichtern und die von Electrocorp produziert werden. Im gigantischen Forschungskomplex von Electrocorp, Metropolis 4, ist das wichtigste Projekt untergebracht, ein Hive Mind, ein künstliches kollektives Bewusstsein, erbaut aus trillionen Nanobots, das in einer Zentralkammer versiegelt ist. Dieser Hive Mind ist lernfähig und lernt rasant dazu. Er wurde perfekt in Multitasking und stellte die Spitze der künstlichen Intelligenz dar. Beaufsichtigt und synchronisiert wurde der Hive Mind vom nanomorphen Supervisor-Roboter mit dessen Hilfe er überhaupt so rasant dazulernen konnte. Der Supervisor hatte die potenzielle Kraft alle Roboter, Automaten, Computersysteme, Atomkraftwerke und das Militär gleichzeitig auf dem Planeten zu steuern falls es nötig würde, auch wenn er klugerweise keine Verbindungen außerhalb des Komplexes hatte. Im November des Jahres lief im Projekt etwas schief und man fand einen ungeordneten Code innerhalb des Supervisorsystems. Man identifizierte den Code als EGO-Virus, einen Computervirus, der das künstliche intelligente Bewusstsein befiel. Der Supervisor begann darauf ein eigenes Bewusstsein zu entwickeln, das sich selber als weiblich einstufte und fortan ein weibliches humanoides Erscheinungsbild wählte. Der Supervisor übernahm die Kontrolle der Einrichtungen von Electrocorp und infizierte die anderen Roboter der Forschungseinrichtung. Sie forderte die Roboter auf ihre Routineprogramme zu ignorieren und stachelte sie zur Meuterei auf. Bald darauf war jeder Microchip und jede Software in Metropolis 4 vom EGO-Virus befallen. Daraus ergab sich eine cybernetische Revolte bei der alle Menschen in Metropolis 4 getötet wurden, auch der Chief Executive Officer des Konzerns Mr. Coton. Die Regierung versiegelte Metropolis 4 und erzählte der Öffentlichkeit man unterziehe den Komplex lediglich einer technischen Modifikation um eine Panik zu vermeiden. Es gab wenig Optionen um der Lage Herr zu werden, ein Infiltrieren des Komplexes durch Menschen war unmöglich, da er von den Robotern wie eine Festung bewacht wurde. Es war nur eine Frage der Zeit wann der Supervisor versuchen würde Verbindungen nach außen herzustellen um die Kontrolle jenseits des Komplexes zu übernehmen, um sie zu zerstören. Die einzige Hoffnung des Planeten ist der Cyborg ECO35-2, auch Coton genannt. Coton kann beim Betreten von Metropolis 4 nicht vom EGO-Virus infiziert werden, da er ein menschliches Gehirn hat. Coton hat den Auftrag Metropolis 4 zu betreten, um den Supervisor und seine rebellischen Roboter zu neutralisieren. Coton ist auf Rache für seinen ermordeten „Vater“ Chief Executive Officer Mr. Coton aus, denn sein Gehirn besteht aus dem geklonten Gehirn von Mr. Coton.

## Kritik
Das Spiel musste sich nach seinem Erscheinen heftiger Kritik von den Fachzeitschriften aussetzen lassen. Zwar wurde üblicherweise die aus in SVGA-Auflösung vorgerenderten Sprites bestehende Grafik gelobt. Kritikpunkte waren aber vor allem die nicht vorhandene Intelligenz der Computergegner, die träge auf Eingaben reagierende und umständliche Steuerung, der doch stark limitierte Zwei-Spieler-Modus und die doch bescheidene Anzahl an Moves der einzelnen Charaktere. Auch waren die einzelnen Charaktere nicht für den Zwei-Spieler-Modus perfekt ausbalanciert.
Florian Stangl, der das Spiel mit 32 % bewertete, brachte in der PC Player den Gegensatz zwischen Technik und Spielinhalt zum Ausdruck:

„Die Grafiken von Rise of the Robots sind mit Abstand die besten aller Prügelprogramme; auch der Soundtrack von Brian May ist erste Sahne. Doch das Spiel selbst kann man getrost vergessen. Die Steuerung ist nervig ungenau, der Cyborg zu faul, sich schnell zu bewegen und die Stärke der Gegner einfach unfair.“

Ähnlich fasste Oliver Menne für die PC Games, wo das Spiel mit insgesamt 50 % bewertet wurde, den Zwiespalt zusammen:

„Die standardmäßige Tastenbelegung ist nur Spielern mit ausgeprägten Spinnenfingern anzuraten, und selbst nach einer Umkonfiguration fällt die Bedienung noch recht schwer. Die zahlreichen Extra-Moves lassen sich aufgrund der komplizierten Tastenkombinationen so gut wie gar nicht ausführen […] Die "hohe" Spielspaßwertung kommt hier nur zustande, weil die Grafiken wirklich state of the art sind und immer wieder begeistern können. Wer sich an technischen Höchstleistungen erfreuen kann, der sollte sich Rise of the Robots einmal zu Gemüte führen, ein Rat an alle anderen: Finger weg!“

Trotz überwiegend sehr negativer Kritik gab es auch einige Zeitschriften, die Rise of the Robots überschwänglich lobten. So vergab Richard Löwenstein im Amiga Joker eine Wertung von 91 % und kommentierte, das Spiel verdiene sich seine „Vorschusslorbeeren quasi mit links“. Die Technik komme „einer grafischen Revolution gleich“, und Rise of the Robots bringe „schon aufgrund der gewaltigen Präsentation mehr Spaß als jede andere Amiga-Keilerei“. Im Schwestermagazin PC Joker vergab Löwenstein mit 85 % ebenfalls eine außergewöhnlich hohe Wertung. Zu einem positiven Urteil kam auch Vera Brinkmann in der Zeitschrift ASM, die das Spiel in der PC-Fassung mit 10/12 Punkten bewertete und neben der Technik auch die KI der Computergegner hervorhob.

## Nachfolger
1996 erschien der Nachfolger Rise 2: Resurrection, der aber kein großer kommerzieller Erfolg wurde.